# Стоґастулпіс

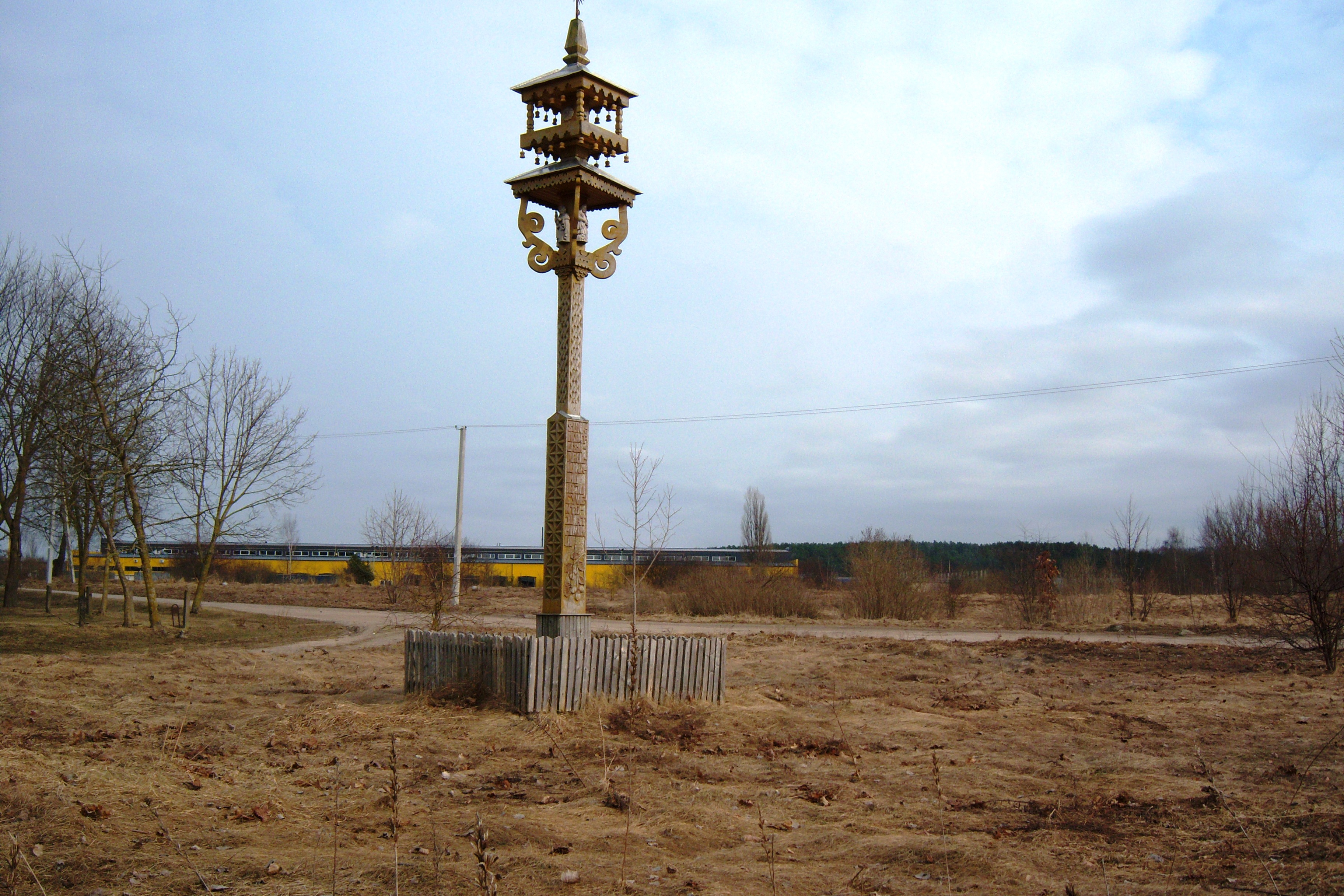
Стоґастулпіс в селі Скаруляй поблизу Йонави.

Стоґастулпіс (множина — лит. Stogastulpiai) або Стовп з дахом — це традиційний дерев'яний вівтар Литви. Назва stogastulpis, зроблена з двох литовських слів —  stogas , що означає дах, і  stulpas , що означає стовп.
Стоґастулпіси можуть мати від одного до трьох шарів стилізованих дахів. Стоґастулпіси можуть бути простими або багатими. На сьогоднішній день найпоширенішим орнаментом є характерне поєднання християнської символіки та традиційних сонячних, небесних та природних мотивів. Стоґастулпіси разом з литовськими традиційними хрестами є загальноприйнятими по всій Литві і можуть бути знайдені на церковних подвір'ях, сільських / міських площах, кладовищах, фермах, парках, на полях і лісах, перехрестях і як придорожні вівтарі.

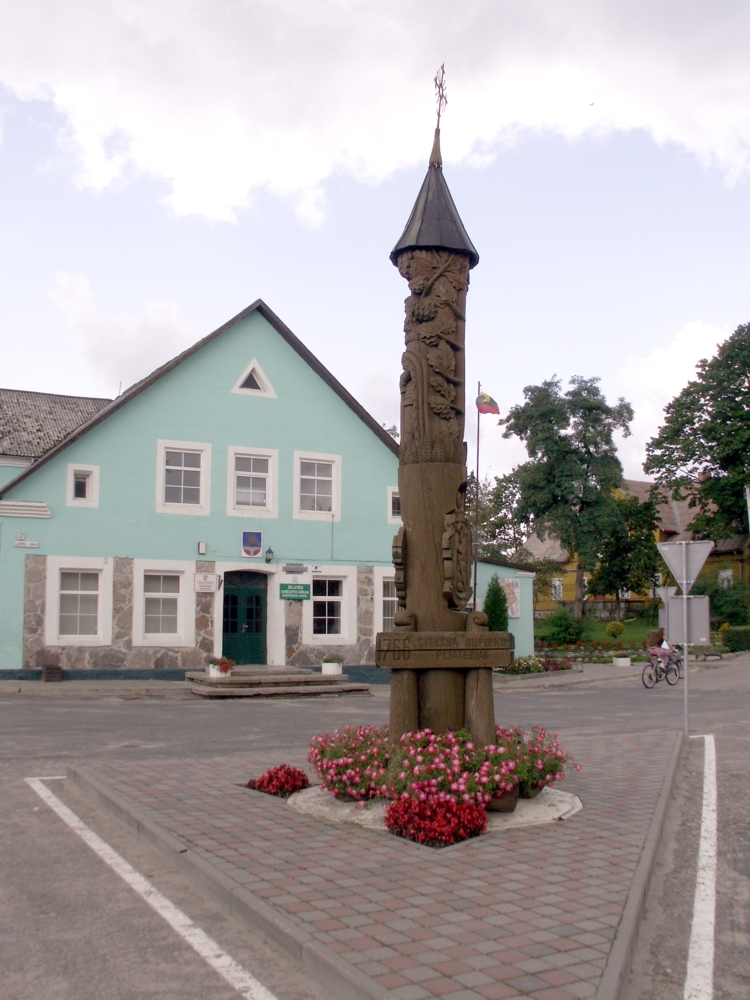
Центр міста Швекшня
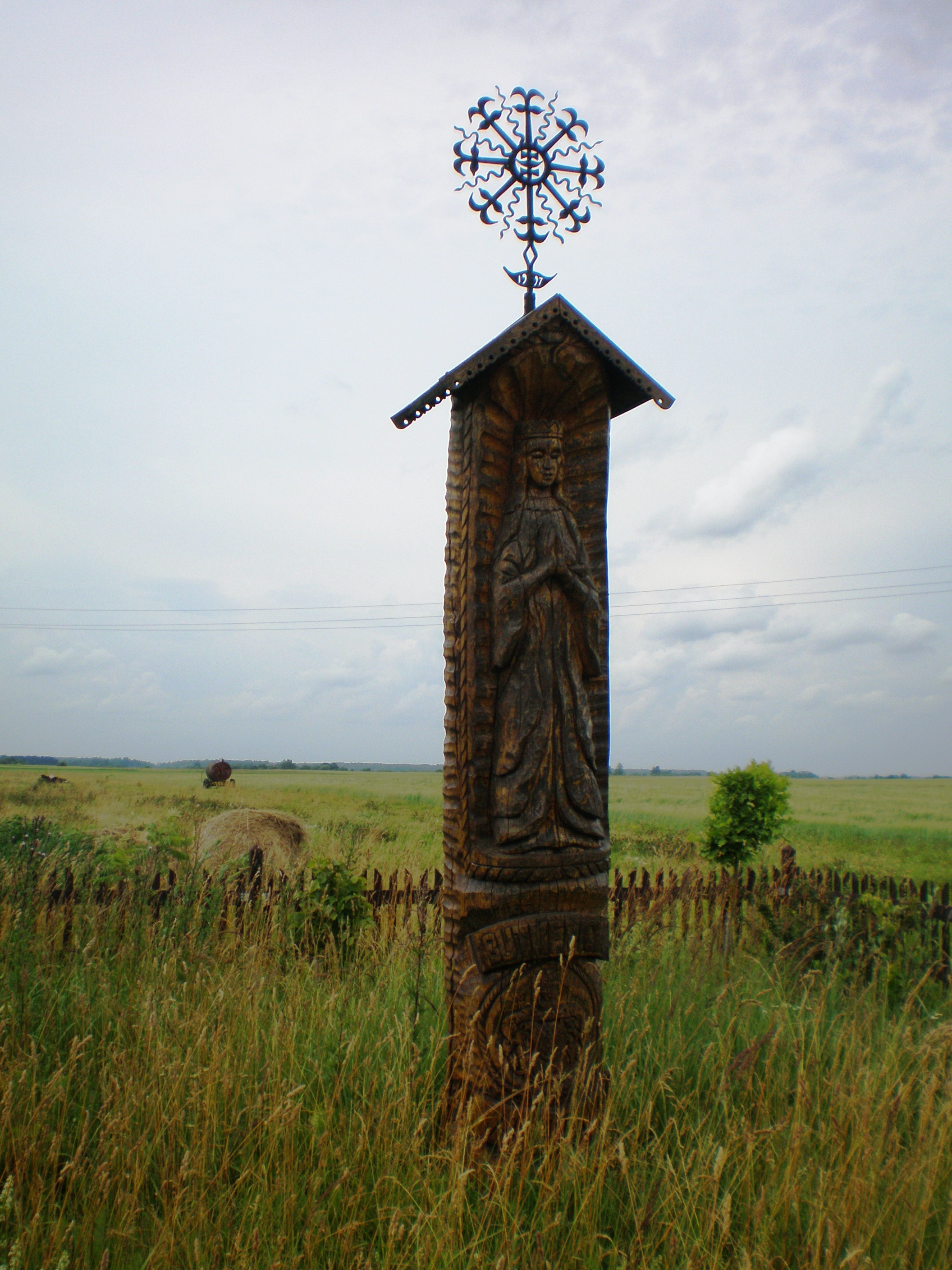
Стоґастулпіс з декорованим залізним хрестом з квітковими мотивами. Село Ангірас, північний захід міста Йосвайняй.
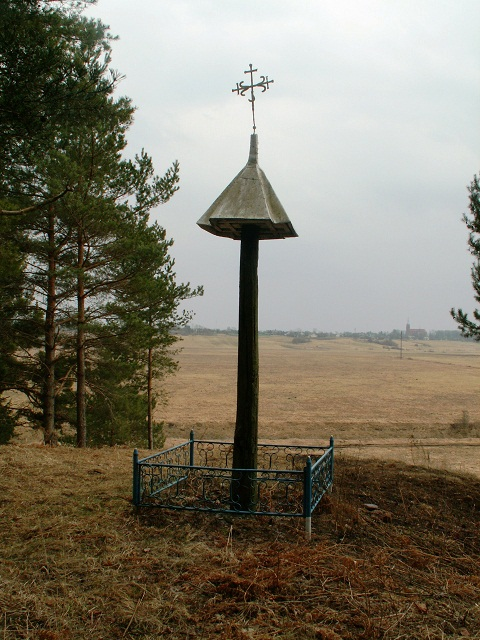
Стоґастулпіси біля Алкаса, поблизу Кретинги.
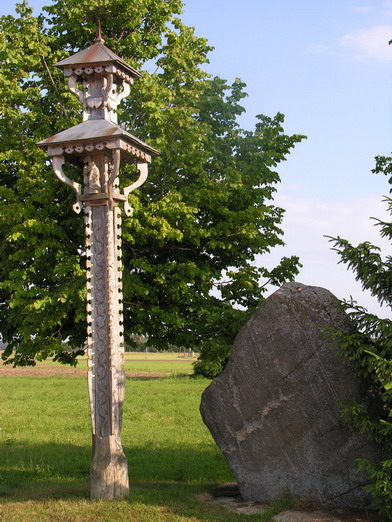
Стоґастулпіс біля села Саваріна, район Мажейкяй.